# 坂田健史
坂田 健史（さかた たけふみ、1980年1月29日 - ）は、日本の元プロボクサー、政治家。広島県安芸郡府中町出身。東京都稲城市議会議員（4期）。元WBA世界フライ級王者。協栄ボクシングジム所属。山陽高等学校、専修大学商学部卒業。愛称は "Burning Fist"。入場曲はEUROPEの "The Final Countdown"。

## 人物
元世界王者の竹原慎二と同じ府中町出身。総合格闘家・中村和裕は坂田の卒業した府中緑ヶ丘中学校を1年先に卒業している。
2006年7月に結婚。2007年7月にハワイ・ホノルルで挙式を行い、2009年10月には長女が誕生した。
2007年7月1日の初防衛・王座統一戦以降、「あこがれのグローブだった。世界タイトルマッチでしかできないこと」との希望により、エバーラスト製8オンスのボクシンググローブが使われている。
特に激戦の続いた2007年には胸囲が1年間で5cm、それまでの3年間で7cm大きくなった。デビュー以来、直接の筋力トレーニングらしいことはほとんどせず、2007年の1年間はサンドバッグを打つことをやめ、ミット打ちとスパーリングで動き回ってパンチを打つ練習に徹していた。また2008年には脈拍数がマラソン選手並みとなる40bpm台に減少した。
デビュー10周年に当たる2008年、陣営は坂田のボクサーとしての有り様を「王道」という言葉で表現した。この「王道」については、今できることを常に全力ですること、自分の納得できるかたちで最高の強さを証明していくこと、など詳細な解釈は分かれる。

## 来歴
高校入学と同時に入部したボクシング部は3か月で退部した。高校2年生の秋に竹原慎二の実父が経営する広島竹原ボクシングジムに入門し、ボクシングを再開した。この年の夏休みに上京、関東近郊の20ものボクシングジムを見学した上で協栄ジム入門を決意した。協栄ジム前会長・金平正紀の最後の弟子と言われ、協栄ジムのマネージャー大竹重幸から指導を受けた。
1998年12月5日、3RTKO勝利でプロデビューを果たした。1999年1月18日のプロデビュー2戦目は協栄ジム前会長・金平正紀がセコンドについた最後の試合となり、会長の金平桂一郎にとっては、父親と2人でセコンドについた唯一の試合となった。坂田の勝利を見届けると前会長は入院したが、その時点で余命は2週間と医師から告げられていた。坂田は試合後に見舞っている。前会長は約2か月後の3月26日に大腸癌のため65歳で死去した。
1999年11月6日、東日本フライ級新人王を獲得。同年12月18日、有永政幸との全日本新人王決定戦では序盤はリードされたが4Rから挽回し、三者ともに58-57の判定勝利を収め、全日本フライ級新人王を獲得した。

### 日本王座獲得
2001年4月9日、セレス小林の世界挑戦決定にともない空位となった日本フライ級王座を同3位として、同2位川端賢樹と争い、3-0で判定勝利を収めて無敗のまま日本王者となった。同年7月16日、1位内藤大助を迎えて無敗同士の日本王座初防衛戦。序盤は主導権を握られ、5Rから反撃。9R中盤にバッティングによるカットで流血し、終盤は主導権を奪い合った結果、0-1（96-96、96-96、95-97）での引分防衛となった。この判定に関して起こった騒動についての詳細は大串事件を参照。この後、2位の八尋史朗、4位の仲田瑞男を相手に3度の防衛に成功した。
2002年4月30日、WBA14位・WBC9位の日本王者としてWBA9位・WBC7位のトラッシュ中沼を迎えて4度目の防衛戦。トレーナーの大竹重幸は足を使うように指示していたが、中沼の堅いガードにパンチをブロックされて指示を守れず、初回から足を止めての打撃戦となった。7R、9Rにはクリーンヒットを受け、最後まで頭をつけあう接近戦で激しく打ち合ったが、96-97、96-98、96-96の0-2で判定負けとなり、王座を失うとともに初黒星を喫した。
2003年4月5日、WBC14位としてWBA2位・WBC4位の日本王者トラッシュ中沼への雪辱戦。体格の差を生かすために足を使ったボクシングを心がけた。中間距離を保って中沼の堅いガードの上から打ち続け、9Rに中沼の左フックがクリーンヒットとなった後も丁寧に反撃した。10Rは接近しての打ち合いとなり、97-95、97-96、96-95の3-0判定勝利で王座を奪回した。この王座はWBA13位の岡田一夫、3位の伊藤克憲を相手に2度防衛し、2003年12月に返上した。
2004年6月4日、有明コロシアムでWBA世界フライ級王者ロレンソ・パーラに同2位として挑戦した。パーラは、前日計量には2度失敗して、3度目にクリアした。試合は佐藤修との「WBAダブル世界タイトルマッチ」として開催された。序盤からプレッシャーをかけ、ボディブローでダメージを蓄積させた。2Rには右アッパーを受けて顎の骨を2か所折ったが、4Rには手数の減ったパーラをロープ際に後退させた。パーラは6Rに左フックをカウンターで受けるとロープに掴まるなどして防戦一方になり、これ以降は下がりながらカウンターを合わせ、クリンチを繰り返して試合を運び、10R終了のゴングの後には左フックで加撃する場面もあった。111-117、113-115、114-114の0-2という判定結果がコールされると場内にはブーイングが起こった。来場した元WBA・WBC世界ミニマム級王者の大橋秀行も「あれで勝てないなら、どうやればいいのか」と話した。6月9日、下顎骨骨折のため4時間半の手術を受け、10か月のブランクを余儀なくされた。
2005年9月19日、WBA世界フライ級王者ロレンソ・パーラに同3位として再挑戦。この前日計量はパーラも1度でクリアした。序盤は有効打でリードされたが、低く距離を詰めて反撃し、4R終盤にはパーラの足を鈍らせた。パーラは離れ際のパンチ、執拗なクリンチ、ホールディングで攻撃をかわした。終盤は下がるパーラを何度もぐらつかせ、11Rにパーラはローブローで減点1を受けた。パーラのグローブのテーピングが解ける場面もあり、攻撃は寸断されがちだった。手数と積極性では初挑戦以上のアピールがあったが、113-115、113-114、114-114の0-2で判定負けとなった。
2006年9月18日、WBA3位・WBC8位の時点で迎えた孫京辰（韓国スーパーフライ級1位）との復帰5戦目は52.0kg契約で行われた。5Rに左ボディアッパーで孫をロープ際に後退させ、追撃を仕掛けたところでタオル投入となった。
2006年9月28日、東京で開催されたWBA総会では世界タイトルマッチ会議が行われ、フライ級王者ロレンソ・パーラが故障した右膝靭帯の治療中であることを受け、暫定王座を設けることが確認された。同年12月2日、フランス・パリのベルシー総合体育館で行われたWBA世界フライ級暫定王座決定戦を同3位として1位で元WBA世界ライトフライ級王者のロベルト・バスケスと争った。序盤はバスケスに攻勢をとられたが、3Rからペースアップした。5R序盤にバランスを崩したところでバスケスの左ストレートがカウンターで掠り、ダウンとされてカウント8をとられたが、6R以降は徹底的に接近してボディを攻撃した。9Rにはバスケスが距離をとって攻め、カットでドクターチェックを受けたものの、12R終盤までバスケスをロープ際に詰めては連打を放った。判定は113-114、113-115、114-113の1-2でバスケスの強打を支持したが、結果的にダウンでの失点がなければ勝利もしくは引き分けだったため、レフェリングを不運とする声が高かった。バスケス側も「（バスケスが）負けたと思った」と言うほど王座に接近し、正規王者パーラも後に「あの試合では坂田が勝っていたと思う」と話した。

### 世界王座獲得
2007年3月15日、予備検診の結果では両者ともに減量の影響も特になく好調だった。3月17日、調印式に続き、WBAスーパーバイザー、JBC、パーラ・坂田両陣営の4者立ち会いの下で、ルールミーティングが行われた。会長の金平は、前日計量で体重を超過した場合、選手は適正体重に落とす最善の努力をし、試合の公平性を期すために当日にも体重を計測するよう要請したが、パーラ陣営の賛同が得られず、計量結果次第で改めて協議することとなった。3月18日15時から行われた前日計量でパーラは53.5kgと上限を2.7kg上回り、2時間後の再計量でも52.9kgと2.1kg上回ったため、体重超過によって王座剥奪となった。またこれによりパーラはファイトマネーを35%カットされた。前日に続いての4者協議の結果、試合開始4時間前の17時に非公式の当日計量を行い、バンタム級のリミットにあたる53.5kgを下回っていることを確認した上で両選手の試合出場とタイトルマッチの開催を認めるという極めて異例の措置がとられた。予備検診の結果同様、計量直前に行われたパーラの検診結果にも減量に苦しんだ形跡は特になかった。
2007年3月19日、前王者ロレンソ・パーラとの3度目の対戦は同3位として通算4度目の世界挑戦となった。前日に急遽取り決められた通り、この日17時に両選手が計量を受け、パーラが53.3kg、坂田が53.2kgとの結果をもって、ようやく変則タイトルマッチとしての決行をみた。距離を置こうとするパーラに初回から接近し、脇腹にボディブローを集中させた。パーラはロープ際に後退し、クリンチで回避した。2Rにはパーラのガードを崩し、低い姿勢から執拗にボディを当てた。3R開始のゴングとともに坂田はダッシュしたが、パーラはコーナーの椅子から立ち上がれずに首の痛みを訴えて棄権した。3R0分14秒、TKOで坂田が勝利、協栄ジム11人目の世界王者となった。1週間後の3月26日、坂田は東京・青山の梅窓院を訪れ、金平正紀の墓前に勝利を報告した。この日は、同郷の恩師である前会長の9回忌だった。
2007年7月1日、有明コロシアムで正規王者として暫定王者ロベルト・バスケスを迎え、WBA世界フライ級団体内王座統一をかけた初防衛戦を行った。初回は動きが硬く、顎が跳ね上がる場面もあったが、打ち合いに応じるバスケスに対し、2R中盤からは接近しての速いコンビネーションで試合を支配した。9Rにはヒッティングでのカットもあったが、最終回までバスケスをロープ際、コーナーに詰めて連打を放つ展開が続き、116-112、116-113、115-113の3-0で判定勝利を収めた。
2007年10月11日に行われたWBC世界フライ級タイトルマッチにおける亀田大毅の反則行為をめぐって、会長の金平はJBCから3か月間のクラブオーナーライセンス停止処分を受け、協栄ジムには抗議電話が集中し、2度目の防衛戦の調印式やルールミーティングでは、大竹重幸が会長代行を務めた。またJBCは、その後初めて行われる世界戦となったこの試合で反則再発防止策をとった。
2007年11月4日、さいたまスーパーアリーナコミュニティアリーナで2位デンカオセーン・カオウィチットと対戦。JBCは反則再発防止策の1つとして試合開始の約30分前にリングを検査し、問題がなかったことを場内アナウンスで説明した。初回にダウンを喫したが、4Rに左手親指を脱臼したデンカオセーンの失速もあって後半にかけて盛り返した。7R、8Rにはバッティングでカットしながら12Rを戦い、113-113、114-112、112-115という1-1の判定で引き分け防衛を果たしたが、デンカオセーンのホールディングが12Rに減点されていなければ王座を明け渡していたという際どい試合でもあった。この試合は選択試合として行われたが、後日WBAから指名試合と認定された。
2008年3月29日、幕張メッセで7位山口真吾を迎えて3度目の防衛戦。序盤は山口にペースを握られ、3R開始早々にダウンを喫し、5Rにはバッティングでのカットもあったが、中盤以降に盛り返し、3-0での判定勝利となった。この試合については、後に坂田自身「反省の多い試合だった」と語っている。
2008年7月30日、国立代々木競技場第一体育館で3位久高寛之を迎えて4度目の防衛戦。3Rにバッティングによるカットで流血し、試合後には視界の半分は見えていなかったと語ったが、序盤から攻勢に出て安定した試合運びを見せ、3-0の大差判定勝利となった。日本人の世界フライ級王者として4度の防衛は白井義男と並ぶ3位タイ記録である。
2008年12月31日、広島サンプラザホールでリングネームを改めた指名挑戦者のデンカオセーン・シンワンチャーを再度迎えて5度目の防衛戦。広島開催の世界戦は1978年5月7日のWBA世界ライトフライ級王者具志堅用高以来30年ぶりで、また大晦日開催のボクシングの世界戦は日本初であった。初回から激しい打撃戦となったが坂田の手数は少なく、デンカオセーンの強打を上下にいくつか受け、ラウンド終盤に連打を見せた。2Rには目の上を浅くカット。ボディ打ちでペースを掴みかけたが、ラウンド終盤、側頭部に右フックを受けてダウン。8カウントで立ち上がりはしたもののファイティングポーズをとれず、2R2分55秒、自身初のKO負けで王座を失った。
進退を保留していたが、2009年1月27日、現役続行を表明。スーパーフライ級への転向も視野に入れ、世界王座復帰を目指して練習を再開した。同年6月14日、後楽園ホールでWBAフライ級5位・WBC同級9位として、WBOフライ級14位・韓国同級王者の全鎮萬とスーパーフライ級10回戦を行った。序盤は打ち合いに応じてパンチを受ける場面もあったが3R以降は優位に試合を進め、7Rには全をダウン寸前に追い込み、3-0の大差判定勝利で再起を果たした。同年9月21日には前インドネシアフライ級王者ディッキー・プトラを1RKOで倒し、再起2連勝を収めた。
2010年2月7日の世界戦で亀田大毅に王座が移動した後、2月20日にはWBAの指示に従ったフライ級契約での世界前哨戦としてインドネシアフライ級王者でOPBF同級8位のエリック・ディアス・シレガーと10回戦を行い、初回KO勝利を収めた。9月25日にはWBA世界フライ級タイトルマッチで亀田大毅と対戦したものの、判定0-3で敗れた。

### 引退
亀田大毅戦に敗戦後、進退を保留していたが、年が明けた2011年1月13日、協栄ジムで現役引退を表明。専修大学の夜間部に通い、経営学を学んだ。
2011年2月27日、東京都稲城市議会議員選挙に立候補することを表明。同年4月24日、2043票の2位で初当選し、市議になった。
2011年4月9日、後楽園ホールで引退式を行い、元東洋太平洋フライ級王者大久保雅史（青木ジム）とエキシビションを行った。
2012年12月31日、同門の後輩である佐藤洋太が出場し、テレビ東京が中継したトリプル世界戦「THE BEST OF BEST」に解説者として出演した。
2015年5月21日、協栄ジム代表（会長代行）に就任。
2023年4月、稲城市議会議員選挙で4期目の当選を果たす。

## 戦績
プロボクシング：44戦36勝 (17KO) 6敗 (1KO) 2分
| 戦           | 日付           | 勝敗 | 時間    | 内容    | 対戦相手                       | 国籍         | 備考                                   |
| ------------ | -------------- | ---- | ------- | ------- | ------------------------------ | ------------ | -------------------------------------- |
| 1            | 1998年12月5日  | 勝利 | 3R 1:15 | TKO     | 福田晃徳 （角海老宝石）        | 日本         | プロデビュー戦                         |
| 2            | 1999年1月18日  | 勝利 | 4R      | 判定3-0 | 奥田昭司 （金子）              | 日本         |                                        |
| 3            | 1999年5月17日  | 勝利 | 4R      | 判定2-0 | 黒岩宏 （輪島スポーツ）        | 日本         | 東日本フライ級新人王トーナメント予選   |
| 4            | 1999年6月29日  | 勝利 | 4R      | 判定3-0 | 大村宗史 （ワタナベ）          | 日本         | 〃                                     |
| 5            | 1999年7月30日  | 勝利 | 3R 1:55 | TKO     | 野口哲彦 （北澤）              | 日本         | 〃                                     |
| 6            | 1999年9月27日  | 勝利 | 4R      | 判定3-0 | 小嶋武幸 （横浜さくら）        | 日本         | 東日本フライ級新人王トーナメント準決勝 |
| 7            | 1999年11月6日  | 勝利 | 6R      | 判定3-0 | 萩本俊雄 （フラッシュ赤羽）    | 日本         | 東日本フライ級新人王トーナメント決勝戦 |
| 8            | 1999年12月18日 | 勝利 | 6R      | 判定3-0 | 有永政幸 （関博之）            | 日本         | 全日本フライ級新人王決定戦             |
| 9            | 2000年2月21日  | 勝利 | 4R 0:34 | TKO     | レオ・ラミレス                 | フィリピン   |                                        |
| 10           | 2000年4月17日  | 勝利 | 8R      | 判定3-0 | ホセ・クラシダJr.              | フィリピン   |                                        |
| 11           | 2000年6月19日  | 勝利 | 3R 3:09 | KO      | キッド・パエス                 | フィリピン   |                                        |
| 12           | 2000年8月21日  | 勝利 | 10R     | 判定3-0 | 久保田隆治 （沖）              | 日本         |                                        |
| 13           | 2000年10月16日 | 勝利 | 4R 2:53 | TKO     | ジュン・マグシポック           | フィリピン   |                                        |
| 14           | 2000年12月18日 | 勝利 | 3R 1:01 | TKO     | 金晟浩                         | 韓国         |                                        |
| 15           | 2001年4月9日   | 勝利 | 10R     | 判定3-0 | 川端賢樹 （姫路木下）          | 日本         | 日本フライ級王座決定戦                 |
| 16           | 2001年7月16日  | 引分 | 10R     | 判定0-1 | 内藤大助 （宮田）              | 日本         | 日本王座防衛1                          |
| 17           | 2001年10月15日 | 勝利 | 9R 0:30 | TKO     | 八尋史朗 （帝拳）              | 日本         | 日本王座防衛2                          |
| 18           | 2002年1月21日  | 勝利 | 10R     | 判定3-0 | 仲田瑞男 （石丸）              | 日本         | 日本王座防衛3                          |
| 19           | 2002年4月30日  | 敗北 | 10R     | 判定0-2 | トラッシュ中沼 （国際）        | 日本         | 日本王座陥落                           |
| 20           | 2002年7月15日  | 勝利 | 7R      | 負傷3-0 | 田中光輝 （八王子中屋）        | 日本         |                                        |
| 21           | 2002年11月18日 | 勝利 | 2R 3:10 | KO      | 金振浩                         | 韓国         |                                        |
| 22           | 2003年4月5日   | 勝利 | 10R     | 判定3-0 | トラッシュ中沼 （国際）        | 日本         | 日本フライ級タイトルマッチ             |
| 23           | 2003年9月15日  | 勝利 | 7R終了  | TKO     | 岡田一夫 （ロッキー）          | 日本         | 日本王座防衛1                          |
| 24           | 2003年12月15日 | 勝利 | 10R     | 判定3-0 | 伊藤克憲 （角海老宝石）        | 日本         | 日本王座防衛2／返上                    |
| 25           | 2004年6月4日   | 敗北 | 12R     | 判定0-2 | ロレンソ・パーラ               | ベネズエラ   | WBA世界フライ級タイトルマッチ          |
| 26           | 2005年4月18日  | 勝利 | 1R 1:51 | KO      | ゴントラニー・ゴーグーマノン   | タイ         |                                        |
| 27           | 2005年7月18日  | 勝利 | 10R     | 判定3-0 | 児玉卓郎 （岐阜ヨコゼキ）      | 日本         | 52.5kg契約                             |
| 28           | 2005年9月19日  | 敗北 | 12R     | 判定0-2 | ロレンソ・パーラ               | ベネズエラ   | WBA世界フライ級タイトルマッチ          |
| 29           | 2005年12月19日 | 勝利 | 6R 2:20 | TKO     | 長谷部弘康 （中外）            | 日本         | 52.0kg契約                             |
| 30           | 2006年3月20日  | 勝利 | 5R 2:44 | TKO     | 伊波秀吉 （具志川）            | 日本         |                                        |
| 31           | 2006年5月15日  | 勝利 | 6R      | 負傷2-1 | 吉田健司 （笹崎）              | 日本         |                                        |
| 32           | 2006年7月17日  | 勝利 | 5R 1:38 | TKO     | 裵基錫                         | 韓国         | 51.5kg契約                             |
| 33           | 2006年9月18日  | 勝利 | 5R 2:13 | TKO     | 孫京辰                         | 韓国         | 52.0kg契約                             |
| 34           | 2006年12月2日  | 敗北 | 12R     | 判定1-2 | ロベルト・バスケス             | パナマ       | WBA世界フライ級暫定王座決定戦          |
| 35           | 2007年3月19日  | 勝利 | 3R 0:14 | TKO     | ロレンソ・パーラ               | ベネズエラ   | WBA世界フライ級タイトルマッチ          |
| 36           | 2007年7月1日   | 勝利 | 12R     | 判定3-0 | ロベルト・バスケス             | パナマ       | WBA防衛1／王座統一                     |
| 37           | 2007年11月4日  | 引分 | 12R     | 判定1-1 | デンカオセーン・カオウィチット | タイ         | WBA防衛2                               |
| 38           | 2008年3月29日  | 勝利 | 12R     | 判定3-0 | 山口真吾 （渡嘉敷）            | 日本         | WBA防衛3                               |
| 39           | 2008年7月30日  | 勝利 | 12R     | 判定3-0 | 久高寛之 （仲里・ATSUMI）      | 日本         | WBA防衛4                               |
| 40           | 2008年12月31日 | 敗北 | 2R 2:55 | KO      | デンカオセーン・カオウィチット | タイ         | WBA王座陥落                            |
| 41           | 2009年6月14日  | 勝利 | 10R     | 判定3-0 | 全鎮萬                         | 韓国         | スーパーフライ級契約                   |
| 42           | 2009年9月21日  | 勝利 | 2R 1:47 | KO      | ディッキー・プトラ             | インドネシア | 〃                                     |
| 43           | 2010年2月20日  | 勝利 | 1R 2:44 | KO      | エリック・ディアス・シレガー   | インドネシア | フライ級契約                           |
| 44           | 2010年9月25日  | 敗北 | 12R     | 判定0-3 | 亀田大毅（亀田）               | 日本         | WBA世界フライ級タイトルマッチ          |
| テンプレート |                |      |         |         |                                |              |                                        |

## 獲得タイトル
- 第56回東日本フライ級新人王
- 第46回全日本フライ級新人王
- 第45代日本フライ級王座（防衛3）
- 第47代日本フライ級王座（防衛2=返上）
- WBA世界フライ級王座（防衛4）

受賞歴
- プロ・アマチュア年間表彰
  - 2004年度プロ部門敢闘賞
  - 2007年度プロ部門殊勲賞
- WBA 2007年7月選出・6月度月間最優秀選手 (Boxer of the Month)